# Arachniodes chinensis
Arachniodes chinensis là một loài thực vật có mạch trong họ Dryopteridaceae. Loài này được (Rosenst.) Ching miêu tả khoa học đầu tiên năm 1962.